# Curia diocesana
La curia diocesana o curia vescovile, nella Chiesa cattolica, è l'insieme di tutti gli organismi e le persone che collaborano e aiutano il vescovo nella guida pastorale di tutta la diocesi. La curia è prevista e descritta dal Codice di diritto canonico ai canoni 469-494.
Tutte le persone che hanno qualche incarico nella curia devono essere nominate dal vescovo e, prima di assumere il proprio ufficio, devono promettere di adempiere fedelmente il proprio incarico, secondo le modalità indicate dal vescovo.
Un sacerdote, di norma il vicario generale, è nominato moderatore della curia ed ha il compito di coordinarne tutte le attività e di vigilare sul suo corretto funzionamento.

## Struttura

### Il consiglio episcopale
In ogni diocesi deve essere nominato un vicario generale; se la diocesì è particolarmente grande o complessa o comunque se il vescovo lo ritiene opportuno, possono essere nominati anche dei vicari episcopali. Il consiglio episcopale è formato dal vescovo, dal vicario generale e dai vicari episcopali, e serve a favorire l'attività pastorale della diocesi, attraverso il coordinamento di tutti i vari soggetti (persone, uffici, enti) che operano nella diocesi. Il consiglio episcopale è il nucleo a più stretto contatto con il vescovo e opera sotto la sua autorità.

### Il cancelliere e gli archivi
In ogni diocesi deve essere nominato un cancelliere: il suo compito specifico è quello di scrivere tutti gli atti e i documenti necessari al lavoro della curia e alla cura della diocesi, di farne pubblica fede con la propria firma, di conservarli nell'archivio, di esibirli a chi ne faccia legittima richiesta. Se lo si ritiene opportuno, possono essere nominati anche un vicecancelliere e dei notai, che aiutino il cancelliere nel suo ufficio e ne condividano le funzioni.
Nella curia deve essere presente un archivio, chiuso a chiave: la chiave dell'archivio sarà in possesso solo del vescovo e del cancelliere. Nell'archivio si possono distinguere tre sezioni:
1. l'archivio corrente, dove devono essere conservati tutti i documenti riguardanti le questioni della diocesi, il relativo inventario con un breve riassunto di ogni documento presente, e una copia degli inventari dei singoli archivi presenti in tutte le chiese del territorio diocesano;
2. l'archivio storico, per i documenti di valore storico e quelli riguardanti istituzioni, fatti e persone ormai estinti;
3. l'archivio segreto, che può essere un semplice armadio all'interno dell'archivio, a sua volta chiuso a chiave: la chiave dell'archivio segreto spetta al vescovo soltanto. Nell'archivio segreto troveranno posto tutti i documenti particolarmente delicati, perché relativi alla vita delle persone, ad esempio: documenti relativi alle cause criminali (del foro ecclesiastico, non di quello civile); il registro dei matrimoni segreti; le dispense da impedimenti e irregolarità per l'ordine sacro; le procedure di perdita dello stato clericale e di dimissione dagli istituti religiosi.

### Organi per l'attività pastorale
Sotto questo nome rientrano una lunga serie di uffici, commissioni, centri pastorali, che non sono rigidamente previsti dal diritto canonico, ma vengono lasciati alla discrezione delle singole diocesi. Sono organi presenti di fatto in ogni curia, ed hanno lo scopo di coordinare e sviluppare l'attività pastorale diocesana nei vari settori e ambiti di vita: sia quelli tipicamente ecclesiali (liturgia, catechesi...), sia quelli civili e sociali (scuola, lavoro...).
Un elenco indicativo di questi ambiti di intervento è il seguente: la famiglia e i fidanzati; le vocazioni e la vita consacrata; l'attenzione ai giovani e alla cultura giovanile; il mondo del lavoro, delle realtà sociali e della giustizia; lo sport e il tempo libero; la scuola e l'insegnamento della religione cattolica; la catechesi; la Caritas e le altre iniziative assistenziali; le attività missionarie; l'apostolato biblico; l'attenzione ai malati, alla sanità e agli operatori sanitari; la liturgia, l'arte sacra e i beni culturali; le comunicazioni sociali.

### Organi per l'amministrazione
In ogni diocesi deve essere costituito il consiglio per gli affari economici: è composto da almeno tre fedeli (solitamente laici), distinti per onestà, particolarmente esperti di economia e di diritto civile. I suoi membri vengono nominati dal vescovo per cinque anni (il mandato poi può essere rinnovato anche per i quinquenni successivi) e non possono essere scelti tra i parenti del vescovo, per evitare palesi ingerenze e conflitti d'interessi. Compito principale del consiglio per gli affari economici è quello di approvare il bilancio consuntivo delle entrate e delle uscite della diocesi e di redigere il bilancio preventivo per l'anno successivo.
Il consiglio deve dare il proprio consenso per le operazioni finanziarie di maggiore importanza: gli atti di straordinaria amministrazione; l'alienazione dei beni; la locazione degli immobili. Deve dare semplicemente il proprio parere al vescovo per altri atti relativi all'amministrazione della diocesi: la nomina dell'economo diocesano; l'eventuale imposizione di tasse e tributi; la fissazione del limite di demarcazione tra gli atti di ordinaria e di straordinaria amministrazione.
Anche l'economo diocesano è una figura obbligatoria: può essere laico; deve distinguersi per onestà ed essere esperto di economia; dura in carica per cinque anni, rinnovabili per i quinquenni successivi; viene nominato dal vescovo, dopo aver sentito il parere del consiglio per gli affari economici e del collegio dei consultori. Suo compito è redigere il bilancio consuntivo della diocesi e sottoporlo all'approvazione del consiglio per gli affari economici; amministrare i beni della diocesi; attenersi alle indicazioni date dal vescovo e dal consiglio.

### Organi per la potestà giudiziaria
Il vescovo assomma, nell'ambito della propria diocesi, il triplice potere legislativo, esecutivo e giudiziario, non vi è quindi separazione dei poteri.  Per esercitare il potere giudiziario egli deve costituire il tribunale diocesano, che fa parte della curia diocesana, e che è composto dalle seguenti persone: il vicario giudiziale ed eventuali vicari giudiziali aggiunti; i giudici; i giudici istruttori (uditori); il promotore di giustizia; il difensore del vincolo; i notai. Molti di questi incarichi possono però essere affidati contemporaneamente ad una stessa persona. Alcuni vescovi di diocesi confinanti possono inoltre accordarsi per erigere un solo tribunale in comune, che abbia competenza su tutte le loro diocesi.